# Carlisle Grounds
Carlisle Grounds es un estadio de fútbol situado en la ciudad de Bray, en el condado de Wicklow, en Irlanda. Situado justo detrás de la estación de tren de la ciudad, es el estadio dónde el Bray Wanderers F.C. juega sus partidos como local. Su capacidad actual es de aproximadamente 6000 espectadores. Se conoce más comúnmente para los aficionados al fútbol como "El campo de los sueños" (en inglés The Field of Dreams).

## Historia
El Carlisle Grounds puede presumir de ser el estadio perteneciente a la Asociación de Fútbol de Irlanda más antiguo de Irlanda. Inaugurado en 1862 con el nombre de Bray Athletic Ground, fue rebautizado al año siguiente como Carlisle Cricket Ground and Archery Ground, que significa estadio de Cricket y de tiro con arco de Carlise, en honor al séptimo conde de Carlisle que realizó la ceremonia de apertura como Señor Teniente de Irlanda. Más tarde se redujo a Carlisle Grounds.
En 2006 se añadieron 985 asientos más, hecho que elevó la capacidad del estadio hasta aproximadamente 2.000 asientos. El club Transport Football Club jugó en el estadio Carlisle desde el año 1948 hasta 1951 antes de pasar a jugar en el estadio dublinés de Harold's Cross Stadium. En julio de 2009 una sección de la pared alrededor de la cancha se derrumbó después de que los hinchas del Shamrock Rovers corrieran hacia la pared para celebrar un gol. Al año siguiente, otra sección de la pared cayó por consecuencia de que la hinchada del Bray Wanderes corriera hacia delante, esta vez después de ganar los playoff de descenso contra el Monaghan United, lo que provocó una investigación por la FAI. (enlace roto disponible en Internet Archive; véase el historial, la primera versión y la última).. El único torneo importante que ha celebrado ha sido un partido de la Copa de las Regiones UEFA en 2011, dónde San Marino cayó ante la selección de Normandía por seis a cero.
El estadio ha sido utilizado en el rodaje de una escena de "Bloody Sunday" (Domingo Sangriento) en 1920. En  1996 también se rodó aquí parte de la película Michael Collins.
En octubre de 2009, el presidente del Bray Wanderers informó que el estadio sufrirá una gran remodelación cambiando el césped del estadio por completo y construyendo nuevas gradas para ampliar el aforo del recinto. Se trataría de un nuevo estadio que está siendo construido sobre el anterior, y que será uno de los más modernos de la República de Irlanda. Se prevé que esté construido a finales de 2013.